# Umberto Manfrin
Umberto Manfrin, noto anche con lo pseudonimo di Manberto (Udine, 29 settembre 1927 – Milano, 28 febbraio 2005), è stato un fumettista italiano.

## Biografia
Esordì nel 1952 con le Edizioni Alpe realizzando per oltre venti anni storie a fumetti, tra i creatori di Tiramolla e Cucciolo insieme a 
Giorgio Rebuffi e Roberto Renzi oltre ai personaggi: Ullaò, Devy Crock, Astarotte e Gabriellino. Dagli anni sessanta realizzerà storie a fumetti per l'edizione italiana di personaggi della Hanna-Barbera come Braccobaldo e Gli Antenati pubblicata dalla Mondadori. In questo periodo collabora anche con la tedesca Kauka Verlag alla serie Fix und Foxi.
Negli anni settanta continua il suo impegno nella realizzazione delle serie con personaggi Hanna & Barbera pubblicati in genere sul Corriere dei Piccoli per cui disegna anche la seconda parte delle avventure de Il cavallino Michele su testi di Tiziano Sclavi, e inizia a collaborare con l'editore Renato Bianconi disegnando la serie sul gatto Felix; collabora anche con altri editori per varie riviste a fumetti come Lanciostory, Smack, La Banda e Più, dove crea anche personaggi suoi come Gatto Igor su testi di Roberto Renzi, e realizza storie con il personaggio di Isidoro scrivendone anche le sceneggiature; per il Corriere degli alleanzini, un mensile della Alleanza Assicurazioni, con testi suoi o di Michele Gazzarri e Crivellaro.
Negli anni novanta ritorna a lavorare sul personaggio di Tiramolla quando ne venne rilanciata una nuova testata e collabora alla serie Topo Gigio oltre che a varie riviste di enigmistica.
È il padre di Paola Manfrin, la storica valletta di Mike Bongiorno in Scommettiamo?, che il disegnatore fa apparire in forma di cavallina antropomorfa nell'ultima vignetta di ogni avventura del Cavallino Michele.